# Alosimus pallidicollis
Alosimus pallidicollis is een keversoort uit de familie van oliekevers (Meloidae). De wetenschappelijke naam van de soort is voor het eerst geldig gepubliceerd in 1806 door Gyllenhal.